# François (Terre-Neuve-et-Labrador)
Pour les articles homonymes, voir François.
François est une localité canadienne située sur l'île de Terre-Neuve dans la province de Terre-Neuve-et-Labrador. Son nom se prononce « Fransway » et s’écrit - en principe - sans cédille. Le village compte 74 habitants, avec 11 enfants scolarisés.